# العرض (حبيش)

تعديل مصدري - تعديل

العرض هي إحدى قرى عزلة صائر بمديرية حبيش التابعة لمحافظة إب، بلغ تعداد سكانها 220 نسمة حسب تعداد اليمن لعام 2004.